# Wharton-Olefinsynthese
Die Wharton-Olefinsynthese oder Wharton-Umlagerung ist eine Namensreaktion aus dem Bereich der organischen Chemie und wurde 1961 von Peter S. Wharton beobachtet. Dabei findet eine Reduktion von α,β-Epoxyketonen zu Allylalkoholen statt.

## Übersichtsreaktion
Die Wharton-Olfeinsynthese wird in essigsaurer Umgebung mit Hydrazin (NH2NH2) ausgeführt.
Die grau eingezeichneten Bindungen trennen sich bei der Reaktion und die blau eingezeichneten Bindungen werden dabei neu geknüpft. Die Reste R und R1 stehen für organische Reste. Der neugeformte Alkohol behält bei der Reaktion seine Konfiguration und die Doppelbindung ist primär in der trans-Konfiguration vorzufinden.

## Möglicher Mechanismus
Der folgende Mechanismus der Wharton-Olfeinsynthese wird anhand eines α,β-Epoxyketons im Ring erklärt.
Das α,β-Epoxyketon 1 wird durch das Hydrazin protoniert und gleichzeitig greift das Hydrazin in ipso-Position der Hydroxid-Gruppe an und bildet das Zwischenprodukt 2. Durch die Kondensation der Hydroxid-Gruppe und des Hydrazins entsteht das Hydrazon 3. Das Hydrazon wird von der Essigsäure an der Amingruppe protoniert und es entsteht das Intermediat 4, welches durch interne Umlagerung des Protons erst den Epoxidring öffnet 5 und dann wieder vom Acetat-Ion (AcO−) deprotoniert wird 6. Zuletzt findet ein Abbau der Diazoverbindung statt, sodass elementarer Stickstoff und trans-6-Methylcyclohex-2-en-1-ol (7) als Endprodukt entstehen.

## Anwendung
Obwohl als Nebenprodukte nur Wasser und Stickstoff als Gas entstehen, ist die Wharton-Olefinsynthese bis heute in der organischen Chemie nicht verbreitet.